# Sergio Pezzotta
Sergio Fabián Pezzotta (Rosario, 28 novembre 1967) è un ex arbitro di calcio argentino, internazionale dal 2000 al 2012.

## Carriera
Dopo aver iniziato la carriera nel 1999 in Primera División argentina, ha arbitrato a livello internazionale già durante la Coppa Libertadores 2000; il 13 dicembre 2006 ha arbitrato lo spareggio decisivo per l'assegnazione del titolo argentino 2006, Estudiantes La Plata-Boca Juniors all'Estadio José Amalfitani; nel 2008 è stato nuovamente chiamato a dirigere in un'occasione simile, durante il triangolare tra Tigre, San Lorenzo de Almagro e Boca Juniors, arbitrando l'ultima e decisiva Tigre-Boca.
A livello internazionale il suo anno migliore è stato finora il 2007, quando venne in rapida successione prima designato per una semifinale della Copa Libertadores, poi selezionato per il torneo Copa América in Venezuela (dove dirige un quarto di finale) e infine inserito nella lista dei 54 pre-candidati in vista dei Mondiali di calcio 2010 in Sudafrica (l'altro argentino in lista era Héctor Baldassi).
Nel dicembre 2008 viene però tagliato dalla lista dei papabili per i Mondiali, ridotta a sole 38 unità, anche a causa di uno scandalo che lo investe (e da cui però non sarebbero emerse chiare responsabilità a suo carico): infatti nell'aprile 2008 un quotidiano uruguaiano denunciò che Pezzotta sarebbe stato contattato da una prostituta al soldo della Federazione argentina, per convincerlo a pilotare il risultato della gara di qualificazione ai Mondiali tra Uruguay e Cile. Il complotto non viene provato, ma nelle rivelazioni sarebbe emerso che Pezzotta era solito confidarsi a una giornalista, a cui avrebbe confessato di sentirsi bistrattato dalla propria Federazione, troppo sbilanciata nell'appoggiare il collega Héctor Baldassi..
Nell'estate 2011 dirige dapprima la finale di ritorno di Copa Libertadores tra Santos FC e Penarol, e successivamente è convocato, per la seconda volta consecutiva, alla Copa América che si disputa proprio in Argentina.
Il 31 dicembre 2012, al seguito del raggiungimento dei 45 anni di età, si vede costretto al ritiro dalla lista FIFA e al termine della sua attività internazionale.